# Oligoclada monosticha
Die Oligoclada monosticha ist eine der 24 Libellenarten der Gattung Oligoclada aus der Unterfamilie Brachydiplacinae. Die Art hat ihren Verbreitungsschwerpunkt entlang des Amazonas und seiner Ausläufer.

## Bau der Imago
Der Hinterleib (Abdomen) misst bei Oligoclada monosticha zwischen 15 und 15,5 Millimetern. Der Thorax ist bei den Männchen metallisch blau schwarz und wird von drei gräulichen Bändern gekreuzt. Der weibliche Thorax hingegen ist metallisch rötlich braun und wird nach unten hin dunkler. Die drei Streifen sind zwar an der gleichen Position wie beim Männchen, ihre Farbe ist jedoch gelb. Vom gelben Labium ausgehend ist die Oberlippe (Labrum) und die sich daran anschließende Stirnplatte (Clypeus) gelblich grün. Das Occiput ist braunschwarz.
Die Hinterflügel messen bei den Männchen etwa 18,2 Millimeter. Die Hinterflügel der Weibchen sind mit 19,8 bis 19,9 Millimetern etwas größer. Das Flügelmal (Pterostigma) erreicht 1,6 bis 1,9 Millimeter bei den Männchen und 1,7 bis 2,1 Millimeter bei den Weibchen. Die Anzahl der Antenodaladern liegt beim Vorderflügel bei sieben bis neun, beim Hinterflügel bei fünf bis sieben. Dabei ist die letzte Antenodalader im Vorderflügel vollständig, reicht also von der Costalader bis zur Radiusader. Postnodaladern existieren in beiden Flügelpaaren sieben bis acht. Ein wichtiges Kriterium zur Abgrenzung der Art innerhalb der Gattung ist die nur eine Zelle hohe Zellenreihe nach dem Flügeldreieck im Vorderflügel.

## Forschungsgeschichte
Erstmals beschrieben wurde die Art im Jahr 1931 von Donald Joyce Borror anhand eines Tieres aus Leticia. Mit dem Namen monosticha verweist Borror auf die Flügelzellen nach dem Flügeldreieck, die es erlauben die Art, mit Ausnahme von Oligoclada sylvia, von allen anderen Arten der Gattung zu unterscheiden.

## Weblink
- Oligoclada monosticha in der Roten Liste gefährdeter Arten der IUCN 2013.2. Eingestellt von: von Ellenrieder, N., 2007. Abgerufen am 3. März  2014.